# Duit
El duit és una llengua txibtxa que actualment es troba extingida. Va ser parlada pels indígenes que van viure a la zona de Boyacá (Colòmbia).

## Classificació
D'acord amb la classificació d'Adolfo Constenla Umaña, el duit és una de les dues llengües cundiboyacáiques, l'altra és el muisca. El parell cundiboyacaic al seu torn es troba inclòs dins de les llengües cundicocúyiques al costat del tunebo. Les llegües cundicocúyiques i les llengües arhuàciques formen un subgrup dins de les llengües magdalèniques.

## Fuentes de recerca
Un fragment d'un catecisme colonial publicat per Ezequiel Uricochea en 1871 és l'únic document que es coneix actualment sobre la llengua duit. Uricochea deia en la seva publicació que el fragment formava part d'una obra més àmplia, però desafortunadament aquesta no s'ha localitzat. A partir d'aquesta evidència s'ha pogut arribar a la conclusió que el uit és una llengua txibtxa molt semblada al muisca, al grau que en algunes classificacions se'ls tracta com si fossin una sola llengua.

## Lèxic comparat
A baix es presenta una petita llista de paraules en duit i muisca, per a efectes de comparació.
| GLOSSA   | Duit   | Muisca |
| -------- | ------ | ------ |
| un       | atia   | ata    |
| dos      | bocha  | bosa   |
| tres     | meia   | mica   |
| Sol      | sa     | sua    |
| Lluna    | tia    | chía   |
| estrella | cúrcha |        |
| terra    | coga   | quica  |